# 홍장원
홍장원(1964년~)은 대한민국의 정무직공무원으로, 2023년부터 2024년까지 국가정보원 제1차장으로 재직하였다.

## 경력
육군사관학교 43기 졸업생으로, 군 복무 시절에는 제707특수임무대대에서 중대장으로 근무하며 대테러 작전 전문가로 활동했다. 예비역 육군 소령으로 전역했다.
국가안전기획부에 입부한 이후로 정보기관에 근무했으며, 주로 해외 첩보 수집과 공작 부서에서 근무했다. 이후 국가정보원장 비서실장, 국가정보원장 대북특보를 맡았다.
2023년 11월 국가정보원장과 1차장, 2차장이 전부 경질되고 난 후 국가정보원 1차장으로 임명되었다.

## 2024년 계엄령
2024년 대한민국 비상계엄 사태 때 당시 윤석열 대통령이 자신에게 국군방첩사령부를 도와 "이번 기회에 잡아들여 싹 정리"하라고 명령했으며, 윤 대통령과의 전화 뒤 여인형 방첩사령관에게 전화를 걸어 지시 사항을 전달하자 여 사령관은 이재명, 조국, 한동훈 등의 정치인 명단을 불러주며 위치 추적을 요청했다고 증언했다.